# Турыш (село)
Турыш (каз. Тұрыш, до 1996 г. — Сам 1-й) — село в Бейнеуском районе Мангистауской области Казахстана. Административный центр Турышского сельского округа. Находится примерно в 72 км к востоку-северо-востоку (ENE) от села Бейнеу, административного центра района. Код КАТО — 473647100.
Село Турыш было основано в 1996 году.

## Население
В 1999 году население села составляло 518 человек (268 мужчин и 250 женщин). По данным переписи 2009 года в селе проживало 636 человек (326 мужчин и 310 женщин).

## Инфраструктура
В Турыше функционируют образовательная школа, фельдшерско-акушерский пункт, библиотека, клуб, почтовое отделение, телефонная станция, метеорологическая станция, а также сезонная противочумная станция.

## Достопримечательности
В 15 км к юго-востоку от села Турыш находится могила казахских батыров Барака Сатыбалдыулы (1743—1840) и Асау Баракулы (1763—1846).